# Ypsolopha falculella
Ypsolopha falculella là một loài bướm đêm thuộc họ Ypsolophidae. Nó được tìm thấy ở Nga.